# Paspalum niquelandiae
Paspalum niquelandiae är en gräsart som beskrevs av Tarciso S. Filgueiras. Paspalum niquelandiae ingår i släktet tvillinghirser, och familjen gräs. Inga underarter finns listade i Catalogue of Life.